# Cờ Cộng đồng các Quốc gia Độc lập

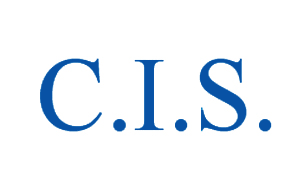
Cờ 1991–1996

Cờ Cộng đồng các Quốc gia Độc lập (tiếng Nga: Флаг Содружества Независимых Государств) mô tả một mặt trời màu vàng trên một lĩnh vực màu xanh đậm, với tám cột uốn giữ mặt trời.
Trước khi cờ được thông qua, một lá cờ tạm thời chỉ hiển thị các chữ cái "CIS" trên nền trắng đã được sử dụng, ví dụ như tại các sự kiện thể thao nơi một đội Liên bang thay thế Liên Xô khi Liên Xô đủ điều kiện nhưng chưa bao giờ đến.

## Mô tả
Thiết kế tượng trưng cho mong muốn hợp tác bình đẳng, đoàn kết, hòa bình và ổn định.